# Gyretes nevermanni
Gyretes nevermanni is een keversoort uit de familie van schrijvertjes (Gyrinidae). De wetenschappelijke naam van de soort is voor het eerst geldig gepubliceerd in 1935 door Ochs.